# Triatló als Jocs Europeus de 2015
Les proves de Triatló als Jocs Europeus de 2015 es van disputar el dia 13, la femenina, i el dia 14 de juny, la masculina.
Van competir un total de 130 atletes, 65 homes i 65 dones. El guanaydor de cada prova assegurara una plaça pel seu país a les proves de triatló dels Jocs Olímpics.

## Classificació
El repartiment de places es va fer en funció dels resultats en els Campionat Europeu de Triatló de 2014, els rànquing europeus de la Unió Europea del Triatló, la nació organitzadora que es reserva 2 places per prova i 5 places universals per prova per difondre la participació d'altres països.

### Taula de classificació
| País          | Masculí | Femení | Total |
| ------------- | ------- | ------ | ----- |
| Àustria       | 2       | 3      | 5     |
| Azerbaidjan   | 2       | 2      | 4     |
| Belarús       | 1       | 1      | 2     |
| Bèlgica       | 2       | 3      | 5     |
| Bulgària      | 0       | 1      | 1     |
| Croàcia       | 2       | 2      | 4     |
| Txèquia       | 2       | 3      | 5     |
| Dinamarca     | 2       | 2      | 4     |
| Estònia       | 0       | 1      | 1     |
| França        | 3       | 3      | 6     |
| Alemanya      | 3       | 3      | 6     |
| Regne Unit    | 3       | 3      | 6     |
| Grècia        | 1       | 0      | 1     |
| Hongria       | 3       | 3      | 6     |
| Irlanda       | 2       | 0      | 2     |
| Israel        | 3       | 2      | 5     |
| Itàlia        | 3       | 3      | 6     |
| Luxemburg     | 1       | 0      | 3     |
| Països Baixos | 2       | 2      | 4     |
| Noruega       | 3       | 0      | 3     |
| Polònia       | 2       | 3      | 5     |
| Portugal      | 3       | 1      | 4     |
| Rússia        | 3       | 3      | 6     |
| Espanya       | 3       | 3      | 6     |
| Sèrbia        | 1       | 0      | 1     |
| Eslovàquia    | 2       | 2      | 4     |
| Eslovènia     | 0       | 1      | 1     |
| Suècia        | 0       | 2      | 2     |
| Suïssa        | 3       | 3      | 6     |
| Turquia       | 0       | 2      | 2     |
| Ucraïna       | 3       | 3      | 6     |
| 31 CONs       | 60      | 60     | 120   |

## Medallistes
| Event   | Or                         | Plata                         | Bronze                          |
| Masculí | Regne Unit · Gordon Benson | Portugal · Joao Silva         | Azerbaidjan · Rostyslav Pevtsov |
| Femení  | Suïssa · Nicola Spirig     | Països Baixos · Rachel Klamer | Suècia · Lisa Nordén            |